# 1-es busz (Bonyhád)
A bonyhádi 1-es jelzésű autóbusz egy helyi járat, ami Majos, alsó és az Autóbusz-állomás között közlekedik. A viszonylatot a Volánbusz üzemelteti.

## Megállóhelyei
| 1 (Majos, alsó ◄► Fáy lakótelep ◄► Autóbusz-állomás)               | 1 (Majos, alsó ◄► Fáy lakótelep ◄► Autóbusz-állomás) | 1 (Majos, alsó ◄► Fáy lakótelep ◄► Autóbusz-állomás) | 1 (Majos, alsó ◄► Fáy lakótelep ◄► Autóbusz-állomás) | 1 (Majos, alsó ◄► Fáy lakótelep ◄► Autóbusz-állomás) | 1 (Majos, alsó ◄► Fáy lakótelep ◄► Autóbusz-állomás) | 1 (Majos, alsó ◄► Fáy lakótelep ◄► Autóbusz-állomás) | 1 (Majos, alsó ◄► Fáy lakótelep ◄► Autóbusz-állomás) |
| Sorszám (↓)                                                        | Megállóhely                                          | Perc (↓)                                             | Perc (↓)                                             | Kilométer                                            | Kilométer                                            | Átszállási kapcsolatok |                                                      |
| ------------------------------------------------------------------ | ---------------------------------------------------- | ---------------------------------------------------- | ---------------------------------------------------- | ---------------------------------------------------- | ---------------------------------------------------- | --- | ---------------------------------------------------- |
| 0                                                                  | Majos, alsó végállomás                               | 0                                                    | 0                                                    | 0.0 km                                               | 0.0 km                                               | – |                                                      |
| 1                                                                  | Majos, autóbusz-váróterem                            | 1                                                    | 1                                                    | 1.0 km                                               | 1.0 km                                               | 5420, 5421, 5431, 5432, 5434, 5485, 5490, 5491, 5624, 5710, 5711 |                                                      |
| 2                                                                  | Majos, ipartelep                                     | 2                                                    | 2                                                    | 1.4 km                                               | 1.4 km                                               | 5420, 5421, 5431, 5432, 5434, 5485, 5490, 5491, 5624, 5710, 5711 |                                                      |
| 3                                                                  | Dr. Kolta László utca                                | –                                                    | 5                                                    | –                                                    | 3.2 km                                               | 2, 3 1136 5420, 5430, 5471, 5490 |                                                      |
| 4                                                                  | Fáy lakótelep                                        | –                                                    | 6                                                    | –                                                    | 3.5 km                                               | 2, 3 1134, 1136 5420, 5430, 5471, 5490 |                                                      |
| Csak az autóbusz-állomásról érkező, Fáy lakótelepet érintő érinti: |                                                      |                                                      |                                                      |                                                      |                                                      | |                                                      |
| –2                                                                 | József Attila utca                                   | –                                                    | –                                                    | –                                                    | –                                                    | 2, 3, 4 1134, 1136 5420, 5430, 5471, 5625, 5626, 5630 |                                                      |
| –1                                                                 | Perczel kert                                         | –                                                    | –                                                    | –                                                    | –                                                    | 2, 3, 4 1134, 1136 5420, 5430, 5471, 5625, 5626, 5630 |                                                      |
| 0 / 5                                                              | Fűtőmű                                               | –                                                    | 7                                                    | –                                                    | 3.9 km                                               | 2, 3, 4 5420, 5430, 5471, 5490 |                                                      |
| 6                                                                  | Bezerédj utca                                        | –                                                    | 8                                                    | –                                                    | 4.2 km                                               | 2, 3, 4 5420, 5430, 5471, 5490 |                                                      |
| 7                                                                  | Vásártér                                             | 4                                                    | 9                                                    | 2.7 km                                               | 4.9 km                                               | 5420, 5421, 5431, 5432, 5434, 5471, 5485, 5490, 5491, 5710, 5711 |                                                      |
| 8                                                                  | Gimnázium                                            | 6                                                    | 10                                                   | 3.5 km                                               | 5.4 km                                               | 3, 4 5420, 5421, 5431, 5432, 5434, 5471, 5485, 5490, 5491, 5624, 5710, 5711, 5924 |                                                      |
| 9                                                                  | Szent Imre utca 7.                                   | 7                                                    | 11                                                   | 4.2 km                                               | 6.1 km                                               | 3, 4, 6 5420, 5421, 5430, 5431, 5432, 5434, 5471, 5485, 5490, 5491, 5624, 5710, 5711, 5924                                                                                                   |                                                      |
| 10                                                                 | Autóbusz-állomás végállomás                          | 9                                                    | 13                                                   | 5.0 km                                               | 7.0 km                                               | 2, 3, 4, 6 1134, 1136, 1568, 1652, 1707, 1843 5420, 5421, 5426, 5430, 5431, 5432, 5434, 5470, 5471, 5475, 5476, 5485, 5490, 5491, 5495, 5496, 5624, 5625, 5626, 5630, 5631, 5634, 5710, 5924 |                                                      |